# Chenjiang, Guangdong
Chenjiang (kinesiska: 陈江) är ett stadsdelsdistrikt i sydöstra Kina. Det ligger i stadsdistriktet Huicheng i staden Huizhou i provinsen Guangdong, omkring 110 kilometer öster om provinshuvudstaden Guangzhou. Antalet invånare är 138 694. Befolkningen består av 66 781 kvinnor och 71 913 män. Barn under 15 år utgör 13,0 %, vuxna 15-64 år 84 %, och äldre över 65 år 2,0 %.